# GSM協會
GSM協會（Groupe Speciale Mobile Association，GSMA）係於1995年成立的行業組織，目的為推動GSM行動電話系統的共通標準和建置，由行動通訊業者以及相關公司所贊助成立。其歷史可追溯到1982年召開的的EU GSM，而到1995年才透過GSM MoU協會正式成立。
GSM協會舉辦了全球行動通訊務最大的年度盛事——世界行動通訊大會，以及GSMA世界移动大会-上海、GSMA NFC與行動商務高峰會、GSMA-mHA健康行動高峰會。
GSM協會由220多國，近800家的行動業者組成，其也讓200多家業者構建了行動生態體系，包含手持式製造商、軟體公司、設備提供商、網際網路業者、媒體與娛樂業者等。
Telecoms.com網站稱GSM協會是：「一個全球具有最高權力的貿易協會，其可從稅務政策到價格制定策略皆可對各政府進行遊說。」

## 历史

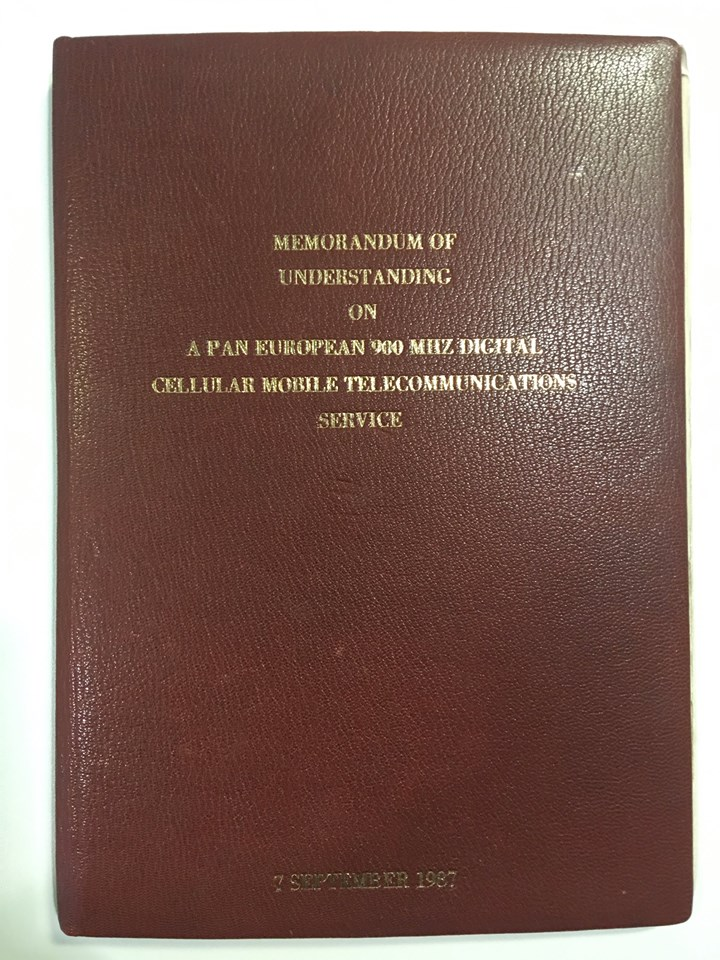
最初的GSM谅解备忘录文件：“泛欧900MHz数字蜂窝移动电信服务”（1987年9月7日）

徽标变体，顶部的圆点象征网络中的客户

GSMA成立于1995年，前身是全球移动通信系统谅解备忘录协会（GSM MoU Association），是一个支持和促进移动运营商使用全球移动通信系统（GSM）蜂窝网络标准的机构。其历史可追溯到1987年由12个国家的13家运营商签署的一份谅解备忘录，该备忘录承诺为移动服务部署GSM。

## 成员和管理
GSMA的正式会员资格向使用GSM系列技术的持牌移动运营商开放。全球此类有1000多家运营商是GSMA正式会员。GSMA准会员资格向活跃在移动生态系统中的非运营商公司开放。这些公司包括手机和设备制造商、软件公司、设备供应商和互联网公司，以及金融服务、医疗保健、媒体、运输和公用事业等行业的组织。该类别中有400多家GSMA会员公司。
GSMA董事会由来自全球最大运营商集团和部分小型运营商的26名代表组成，每半年选举一次。Bharti Airtel集团副董事长兼总经理戈帕尔·维塔尔于2025年3月成为GSMA主席。
GSMA现任总干事Vivek Badrinath于2025年4月上任。

## 外部連結
- GSMA官方網站 （页面存档备份，存于）
- 最新的產業關鍵領導人的訪談影片 （页面存档备份，存于）
- GSMA世界行動大會（页面存档备份，存于）
- GSMA亞洲行動博覽會
- GSMA NFC與行動商務高峰會 （页面存档备份，存于）
- GSMA-mHA健康行動高峰會.